# Erkki Hartikainen
Erkki Hartikainen (* 1942) ist ein finnischer Atheist. Er ist Vorsitzender der finnischen Atheistenvereinigung Suomen Ateistiyhdistys.

## Leben
Hartikainen erwarb 1967 den Master of Science an der Universität Helsinki. Seit 1985 ist er Vorsitzender von Suomen Ateistiyhdistys. Er war langjähriger Vorsitzender der bedeutenden finnischen Freidenkervereinigung Vapaa-ajattelijain liitto und Chefredakteur deren Zeitschrift Vapaa Ajattelija. Er arbeitete mit Madalyn Murray O’Hair zusammen.
1978 sorgte Hartikainen über den UN-Menschenrechtsausschuss dafür, dass aus dem Lehrplan der finnischen Schulen das Thema "uskontojen historia ja siveysoppi" (Geschichte der Religionen und Ethik) gestrichen wurde.
Neben seinem Engagement in Finnland stand Hartikainen regelmäßig mit anderen ausländischen atheistischen Aktivisten in Kontakt. In den 1980er Jahren steuerte er die Inhalte der religionsfreien Ethiklehre („elämänkatsomustieto“) bei. Eine geplante Veröffentlichung über SanomaWSOY wurde abgebrochen. Heute ist das Material frei über das Internet verfügbar.

## Werke (Auswahl)
- Suomalaisen filosofian 'enfant terrible' : kriittinen ajattelija ja tiedepoliittinen keskustelija : juhlakirja tohtori Pertti Lindforsin 75-vuotispäivänä : monitieteinen antologia, Helsinki : Luonnonfilosofian seura, 2005, ISBN 978-9-51981-911-2 OCLC 500101173
- Tieteellinen maailmankatsomus, Helsinki : Vapaa-ajattelijain liitto, 1978, OCLC 57778188
- Raportti uskonnonvapaudesta / 2., Helsinki : Vapaa-ajattelijain liitto, 1980, OCLC 57793167
- Ateisti kertoo lapselleen jumalista : kouluhallituksen vastustama, Helsinki : Vapaa-ajattelijain liitto, 1978, OCLC 58059478
- Islam, Vapaa-ajattelijain liitto, 1981, OCLC 57790284
- Yläasteen etiikka : peruskoulun uskontojen historian ja etiikan oppikirja, Helsinki: Vapaa ajatus, 1982, OCLC 57820635
- (Redakteur): Yläasteen etiikka: Peruskoulun uskontojen historian ja etiikan oppikirja 1–3, Helsinki
- (Redakteur): Suomalaisen filosofian ’enfant terrible’: Kriittinen ajattelija ja tiedepoliittinen keskustelija: Juhlakirja tohtori Pertti Lindforsin 75-vuotispäivänä: Monitieteinen antologia (2005), ISBN 951-98191-1-8.